# Хроника на Титмар
Хроника на Титмар (на латински: Chronicon Thietmari) е историческо произведение, написано на латински между 1012 и 1018 г. от източнофранкския епископ и хронист Титмар Мерзебургски.
Състои се от осем книги, в които са описани събития свързани с Източнофранкското кралство от 908 до 1018 година. Географски погледнато документът обхваща историята на град Мерзебург, земите на източните славяни между Елба и Одер както и територията на по късните Саксония, Полша и Киевска Рус. Всяка от първите четири книги е посветена на един от кралете или императорите Хайнрих I (919 – 936)., Ото I (936 – 962), Ото II (955 – 983), Ото III (983 – 1002). Последните четири книги съдържат история свързана с Хайнрих II (1002 – 1024) до смъртта на автора през 1018 г. Документът предоставя интересни сведения за войните на франките със славяните, източно от Елба, конфликтите между Хайнрих II и полския княз Болеслав I Храбри, междуособиците между синовете на киевския княз Владимир I както и за културните контакти между германци и славяни около 1000 година.